# Victim
Víctima (también: Los Vulnerables) es una película británica de agosto de 1961, dirigida por Basil Dearden y protagonizada por Dirk Bogarde y Sylvia Syms.

## Sinopsis
La sombría historia de Victim trata de un exitoso abogado, Melvin Farr (Bogarde), que tiene una próspera carrera en Londres y muchas posibilidades de convertirse en juez. Aunque aparentemente está felizmente casado, el papel de su mujer lo interpreta Sylvia Syms, en realidad es gay.
Farr se siente desesperadamente atraído por "Boy" Barrett (Peter McEnery), un joven con el que mantiene una relación afectiva pero no sexual. Farr se resiste a un contacto con él y no mucho después Barret termina ahorcándose en una celda de la policía.
Farr recibe una llamada del mismo extorsionador que había chantajeado a Barret, provocando su suicidio y le cuenta que tiene unas fotos comprometidas de ellos en un coche. Su matrimonio y su carrera se ven en serio peligro, pero Farr acepta ayudar a la policía a obtener pruebas y testificar contra el extorsionador, que no es la primera vez que chantajea a gais, aunque con ello los periódicos seguramente destruirán su carrera y su reputación. 
Al final de la película Farr habla con su mujer y destruye las fotos que le incriminaban; ella decide acompañarlo en esta decisión.

## Contexto y producción
Hasta 1967 las relaciones homosexuales estaban prohibidas por ley en el Reino Unido, aunque fuera entre adultos que consentían. Había persecuciones y los periódicos dominicales daban publicidad a las resoluciones judiciales condenatorias. Aproximadamente a partir de 1960, la policía redujo la presión todo lo que permitía la ley. Había un sentimiento general de que la legislación violaba la libertad individual. Pero la contención policial no podía frenar la amenaza del chantaje. Los homosexuales sufrían frecuentemente amenazas de ser denunciados.
Cuando el productor Michael Relph y el director Basil Dearden se pusieron en contacto con Bogarde, le advirtieron de que muchos habían rechazado ya el guion, alegando que su contenido era desagradable o peligroso para sus carreras. Dirk Bogarde en 1960 tenía 39 años, y empezaba a ser el actor más popular del cine británico, como había probado interpretando héroes de guerra (The Sea Shall Not Have Them; Ill Met by Moonlight); él fue el principal motivo del enorme éxito la serie Doctor in the House; y destacaba en papeles románticos como en la película Historia de dos ciudades. Bogarde intentaba una carrera más importante en Hollywood, interpretando a Franz Liszt en Song Without End. Se sospechaba que Bogarde era homosexual, vivía en la misma casa que su mánager, Anthony Forwood, lo que le obligaba a aparecer en público de vez en cuando con atractivas jovencitas. Parece ser que Bogarde no dudó en aceptar el papel de Farr. Tampoco a Sylvia Syms le tembló la mano al aceptar el papel de su mujer, a pesar de que muchas actrices también lo habían rechazado. Bogarde le dio una interpretación conmovedora, pero nunca admitió ni insinuó tener algo en común con Farr. En algunos momentos parece que hay reminiscencias del mismo Bogarde en Farr, cuando no renuncia a sus inclinaciones pero tampoco quiere darse a ellas. Por otra parte, Victim sirvió para separar a la estrella de sus anteriores papeles, para actores jóvenes, y preparar su camino hacia The Servant, Darling, Modesty Blaise, Accident, Justine, The Damned, Muerte en Venecia y The Night Porter.

## Reacción
Victim se convirtió en una película muy significativa sociológicamente, muchos creen que influyó en la aceptación de la homosexualidad en el Reino Unido, liberalizando las actitudes e influyendo posteriormente en la ley británica.

## Reparto
- Dirk Bogarde como Melville Farr.
- Sylvia Syms como Laura su mujer.
- Dennis Price como Calloway.
- Nigel Stock como Phip.
- Peter McEnery como Barrett.
- Donald Churchill como Eddy.
- Anthony Nicholls como Lord Fullbrook.
- Hilton Edwards como P.H.
- Norman Bird como Harold Doe.
- Alan Howard como Frank.